# لاونبروک
لاونبروک (به آلمانی: Lauenbrück) یک شهر در آلمان است که در Fintel واقع شده‌است.
 لاونبروک  ۲٬۱۶۳ نفر جمعیت دارد.